# Старое (Фировский район)
Старое — деревня в Фировском районе Тверской области. Входит в состав Великооктябрьского сельского поселения.

## География
Находится в 21 километрах к югу от районного центра посёлка Фирово.

## История
В 1831 году в селе была построена каменная Иоанно-Предтеченская церковь с 3 престолами, метрические книги с 1800 года.
В конце XIX — начале XX века село входило в состав Старо-Посонской волости Вышневолоцкого уезда Тверской губернии. В 1859 году в деревне 35 дворов, 322 жителя. По данным 1886 года в деревне 83 двора, 448 жителей.
С 1929 года деревня являлась центром Старского сельсовета Есеновичского района Тверского округа Московской области, с 1935 года — в составе Калининской области, с 1958 года — в составе Фировского района, с 1994 года — в составе Жуковского сельского округа, с 2005 года — в составе Великооктябрьского сельского поселения.

## Население
| 1859 | 1886 | 2010 |
| ---- | ---- | ---- |
| 322  | ↗448 | ↘81  |

## Достопримечательности
В деревне расположена недействующая Церковь Рождества Иоанна Предтечи (1831)